# Pereirabolbus tucumanensis
Pereirabolbus tucumanensis är en skalbaggsart som beskrevs av Antoine Boucomont 1903. Pereirabolbus tucumanensis ingår i släktet Pereirabolbus och familjen Bolboceratidae. Inga underarter finns listade i Catalogue of Life.